# Flugan (stjärnbild)
För andra betydelser, se Flugan.
Flugan (Musca på latin) är en liten stjärnbild på södra stjärnhimlen. Stjärnbilden är en av de 88 moderna stjärnbilderna som erkänns av den Internationella Astronomiska Unionen.

## Historik
Stjärnbilden fanns inte med bland de 48 konstellationerna som listades av den antike astronomen Ptolemaios i hans samlingsverk Almagest. Den beskrevs först av den nederländske astronomen Petrus Plancius i slutet av 1500-talet. Den förekommer första gången i en stjärnatlas som publicerades av Petrus Plancius och den flamländske kartografen Jodocus Hondius 1597. Första gången på bild förekommer den i Johann Bayers stjärnatlas Uranometria, som utkom 1603. Stjärnbilden har även haft namnet Apis, Biet.

## Stjärnor

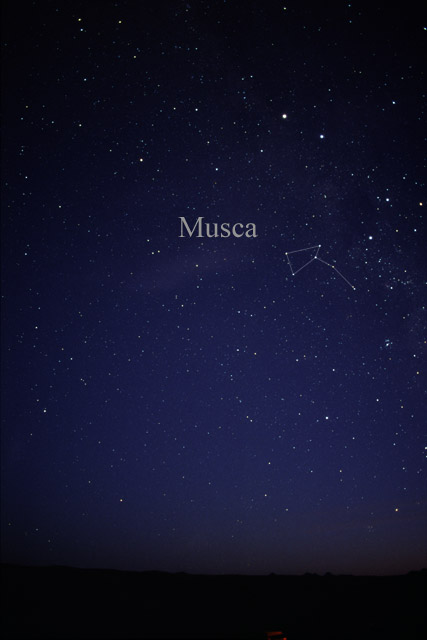
Stjärnbilden Flugan (Musca) som den kan ses med Blotta ögat.

Flugan är en liten stjärnbild och saknar stjärnor med egennamn. Här är uppgifter om de ljusstarkaste stjärnorna i stjärnbilden.
- α - Alfa Muscae är en blåvit stjärna som är ljusstarkast i stjärnbilden med magnitud 2,69.
- β - Beta Muscae är en dubbelstjärna med komponenterna åtskilda 1,206 bågsekunder. Beta Muscae A har magnitud 3,51 och Beta Muscae B 4,01. Deras kombinerade ljusstyrka är 3,05.
- δ - Delta Muscae (HD 112985) är en spektroskopisk dubbelstjärna med magnitud 3,61.
- λ - Lambda Muscae (HD 102249, HIP 57363) är en dubbelstjärna med magnitud 3,68.
- γ - Gamma Muscae är en blåvit dvärgstjärna i huvudserien med magnitud 3,84.
- ε - Epsilon Muscae är en röd jättestjärna med magnitud 4,11.
- λ – Lambda Chamaeleontis fick först tillhörighet i Kameleontens stjärnbild av den franske astronomen Lacaille i hans verk Coelum Australe Stelliferum. När den Internationella astronomiska unionen (IAU) omdefinierade stjärnbildernas gränser 1930, hamnade Lambda Chamaeleontis något över gränsen till Flugans stjärnbild, dit den numera räknas. Sin Bayer-beteckning har den fått behålla, men den benämns också HR 4617 och HD 105340.[6]

- GRS 1124-683 (GU Muscae, Nova Muscae 1991) hade som beteckningen antyder sitt novautbrott 1991. Den har klassificerats som röntgennova och innehåller som en av komponenterna ett svart hål med sju solmassor.

## Djuprymdsobjekt

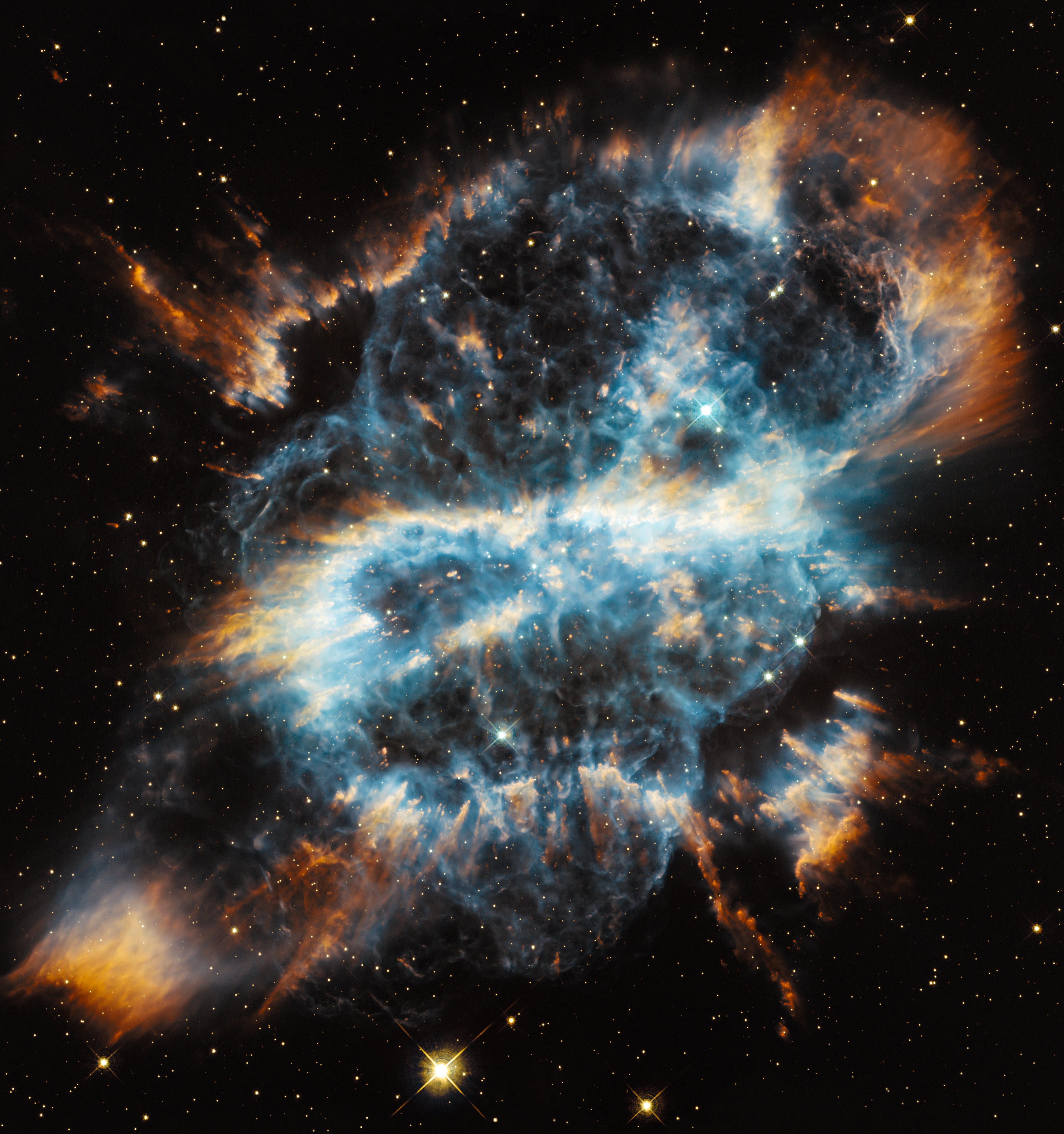
Planetariska nebulosan NGC 5189 sedd av Hubbleteleskopet.

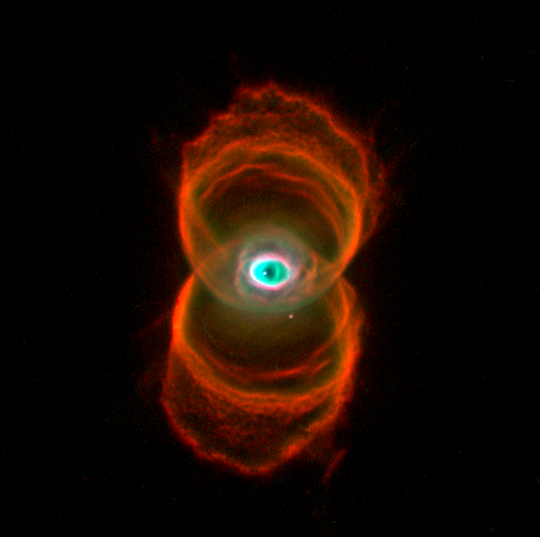
Timglasnebulosan (MyCn 18) sedd av Hubbleteleskopet.

Det finns en del intressanta objekt i Flugan. Här är några av dem.

### Stjärnhopar
- NGC 4372 (Caldwell 108) är en klotformig stjärnhop av magnitud 9,85.
- NGC 4833 (Caldwell 105) är en klotformig stjärnhop av magnitud 7,79.

### Nebulosor
- NGC 5189 är en planetarisk nebulosa av magnitud 14,5. På grund av sitt utseende kallas den ibland Spiralnebulosan.
- Timglasnebulosan (MyCn 18) är en planetarisk nebulosa av magnitud 12,54.